# تشارلز بيليرغ
تشارلز بيليرغ هو مهندس معماري كندي، ولد في 29 سبتمبر 1826 في مدينة كيبك في كندا، وتوفي في 10 مايو 1906.